# バイダカン
バイダカン（モンゴル語: Baidaqan、生没年不詳）は、チャガタイの庶長子のモチ・イェベの孫で、モンゴル帝国の皇族。チャガタイ・ウルスの内乱を避けて河西地方に移住し、安定王家の祖となった。『元史』などの漢文史料では拝答寒、『集史』などのペルシア語史料ではبایدغان (Bāīdaghān)と記される。

## 概要
モチ・イェベはチャガタイの息子の中で最も年長であったが嫡出・庶出の区別の厳しいモンゴル社会では後継者として重視されず、その息子たちの事跡も殆ど記録されていない。モチ・イェベの息子のテクシの息子であるバイダカンは帝位継承戦争以来混乱の続く中央アジアを離れ、1270年に大元ウルスに移住し、王爵を授与された。
同年、移住してきたバイダカン率いる遊牧集団は疲弊していたため、遊牧生活を維持できる者たちはジュンガリア西部のコンクル・オルン（黄忽児玉良/Qongqur-ölüng）に、そうでない者たちは河西の諸城（粛州・沙州・甘州）に収容した。
バイダカンら大元ウルスに移住したチャガタイ系諸王は皆河西地方に居住し、クムルを拠点とするチュベイを中心とした緩やかなまとまり（チュベイ・ウルス）を形成していた。このため、バイダカンはチュベイとともに屡々カイドゥの軍勢と戦っており、1290年（至元27年）にはチュベイとともにジャンギ・キュレゲンなる将の軍を撃退したことが記録されている。クムルの豳王家を頂点として周囲のチャガタイ系王家が連合体を形成する、といった状況は明朝に入っても変わらず、哈密衛（チュベイ家）と安定衛（バイダカン家）・沙州衛（スレイマン家）との関係にも引き継がれた。

## 子孫
ティムール朝で編纂された『高貴系譜』にはバイダカン(Bāīdaghān)の息子にトガン(Ṭūghān)がいたことが記されており、これが漢文史料に記される「安定王脱歓」に相当すると見られている。トガンは皇慶2年（1313年）に朝廷から安定王に封ぜられ、これ以後トガンの家系は「安定王」と称するようになった。
泰定年間にはトガンの息子のドルジバルが安定王位を継承しており、カラ・ホトで発見された『俄蔵黒水城文献』では「朶立只巴太子」「朶立只巴安定王」として名前が記録されている。
明朝初期、サリク・ウイグルの地に住む安定王ブヤン・テムルは洪武7年に明朝に使者を派遣し、安定衛の統治者として認められた。ブヤン・テムルはバイダカンの始まる安定王の一族の者であり、安定衛とはバイダカン王家の後身であると考えられている。

## バイダカン安定王家
1. バイダカン（Baidaqan、拝答寒/Bāīdaghānبایدغان）
2. 安定王トガン（Toγan、安定王脱歓/Ṭūghānطوغان）
3. 安定王ドルジバル（Dorǰibar、安定王朶児只班）
4. 安定王ブヤン・テムル（Buyan Temür、安定王卜煙帖木児）